# Aposites gracilis
Aposites gracilis är en skalbaggsart som beskrevs av Blackburn 1894. Aposites gracilis ingår i släktet Aposites och familjen långhorningar. Inga underarter finns listade i Catalogue of Life.